# Clásico Belgrano-Instituto
El clásico Belgrano-Instituto o Instituto-Belgrano enfrenta a dos de los cuatro clubes más importantes de Córdoba, Argentina: Belgrano e Instituto.
El encuentro es uno de los más característicos del fútbol argentino, disputandosé desde hace más de 100 años, siendo la primera disputa el 2 de mayo de 1920.
En total disputaron entre ambos 290 partidos entre partidos amistosos y oficiales, en donde los Celestes ganaron 126 de los partidos, los Gloriosos se quedaron con 83 encuentros y en 81 ocasiones quedaron igualados. La máxima goleada fue de Belgrano con 7-0 en 1949.
En torneos oficiales de AFA solo se enfrentaron en 23 ocasiones. En esta estadística el pirata también tiene resultado a favor, habiendo ganado en 9 ocasiones. Por su lado, los albirrojos se quedaron con 6 victorias. Y en 8 encuentros quedaron en igualdad.

### Era amateur (1920–1933)

#### Liga Cordobesa de Fútbol
Un 2 de mayo de 1920 se enfrentaron en la vieja canchita de la Liga Cordobesa, donde igualaron 1-1. Los goles del encuentro los anotaron José Lascano (B) y Márquez (I).
El primer partido con victoria para algún equipo fue el 24 de octubre de 1920 con victoria 3 a 1 para Belgrano por la Copa Estímulo.

### EraAFA(1980-presente)
Debido al ascenso de Instituto en 1981 a las Temporadas regulares, estuvieron un largo tiempo sin enfrentarse hasta el Apertura 1999 con victoria 4 a 1 de Belgrano sobre Instituto.
En el 2024 se jugó el último partido en Primera División hasta la actualidad con victoria del Celeste 3 a 1.

## Historia

### Triunfos destacados de Belgrano
- El 24 de octubre de 1920 Belgrano fue el primero en ganar a su rival, fue por 3 a 1 por la Copa Estímulo. [3]
- En 1949 se dio la máxima goleada frente a su rival, fue por 7-0 en el Torneo Preparación.
- En 1973 Belgrano ganó por primera vez por un Campeonato Nacional por 1 a 0. [3]
- El 14 de noviembre de 1999, Belgrano ganó por 4 a 1 en el torneo apertura. [4]
- El 19 de agosto de 2022, Belgrano ganó en la famosa "fecha 30" por 1 a 0, dejando a la gloria sin posibilidades de alcanzar al pirata en la lucha por el campeonato. [5]

### Triunfos destacados de Instituto
- El 11 de junio del 2000 Instituto ganó por primera vez en campeonatos de AFA por 1 a 0. [6]
- En el Clausura 1962 ganó 5 a 1, la que fue la mayor goleada del equipo de Alta Córdoba. [3]
- El 8 de abril de 2015, tras empatar en los 90' Instituto ganó por penales 4 a 2 y eliminó a su rival de la Copa Argentina. [7]

## Historial estadístico

### Historial resumido
| Motivo                               | Encuentros disputados | Ganados CAB | Empates | Ganados IACC | Dif. |
| ------------------------------------ | --------------------- | ----------- | ------- | ------------ | ---- |
| Liga Cordobesa de Fútbol (1920-1980) | 179                   | 78          | 46      | 55           | +23  |
| AFA                                  | 23                    | 9           | 8       | 6            | +3   |
| Total oficiales                      | 202                   | 87          | 54      | 61           | +26  |
| Amistosos                            | 89                    | 39          | 27      | 22           | +17  |
| Total de amistosos + oficiales       | 290                   | 126         | 81      | 83           | +43  |

### Comparaciones

#### Temporadas
| Estadísticas                                | Belgrano      | Instituto     |
| ------------------------------------------- | ------------- | ------------- |
| Temporadas en Primera División              | 30            | 13            |
| Temporadas en Primera B Nacional            | 19            | 29            |
| Clasificación histórica en Primera División | 24.ª posición | 27.ª posición |
| Mejor puesto en Primera División            | 3.ª posición  | 8.ª posición  |
| Goleadores en Primera División              | 3             | 0             |
| Títulos de Primera División                 | 0             | 0             |
| Otros títulos nacionales                    | 2             | 2             |
| Títulos internacionales (participaciones)   | 0 (4)         | 0 (0)         |
| Títulos de la LCF y UCF                     | 56            | 23            |
| Total de títulos                            | 58            | 23            |

### Futbolistas que jugaron en ambos clubes
Esta es una lista de jugadores que vistieron, en diferentes momentos, ambas camisetas. 
- Osvaldo Ardiles
- Pablo Vegetti
- Josemir Lujambio
- Alejandro Rébola
- Juan Carlos Olave
- Jorge Cervera

## Uniformes tradicionales
|  | Belgrano |  | Instituto |  |